# Autorità monetaria di Singapore
L'Autorità monetaria di Singapore è la banca centrale dello stato asiatico di Singapore.
La moneta ufficiale è il dollaro di Singapore.